# Diastase
Một diastase (/ˈdaɪəsteɪz/, từ tiếng Hy Lạp διάστασις, "tách") là bất kỳ một trong một nhóm các enzyme đó xúc tác sự phân hủy của tinh bột thành maltose. Alpha amylase phân giải tinh bột thành hỗn hợp của maltose disacarit; các maltotriose trisacarit, chứa ba dư lượng glucose liên kết với α (1-4); và oligosacarit, được gọi là dextrin, chứa các nhánh glucose liên kết với α (1-6).
Diastase là enzyme đầu tiên được phát hiện. Nó được chiết xuất từ dung dịch mạch nha vào năm 1833 bởi Anselme Payen và Jean-François Persoz, nhà hóa học tại một nhà máy đường của Pháp. Cái tên "diastase" xuất phát từ tiếng Hy Lạp διάστασις (diastasis) (a chia tay, một sự tách biệt), bởi vì khi bia nghiền được làm nóng, các enzyme làm cho tinh bột trong hạt lúa mạch để chuyển đổi nhanh chóng thành đường hòa tan và do đó trấu để tách khỏi phần còn lại của hạt giống. Ngày nay, "diastase" đề cập đến bất kỳ α-,-hoặc γ- amylase (tất cả đều là hydrolase) có thể phá vỡ carbohydrate.
Hậu tố -ase thường được sử dụng để đặt tên enzyme được lấy từ tên diastase.
Khi được sử dụng làm dược phẩm, diastase có mã ATC A09AA01.
Amylase cũng có thể được chiết xuất từ các nguồn khác bao gồm thực vật, nước bọt và sữa.

## Ý nghĩa lâm sàng
Diastase nước tiểu rất hữu ích trong chẩn đoán các trường hợp bụng không chắc chắn (đặc biệt là khi nghi ngờ viêm tụy), sỏi trong ống mật thông thường (sỏi túi mật), vàng da và loại trừ chấn thương sau phẫu thuật cho tuyến tụy; với điều kiện mức độ diastase tương quan với các đặc điểm lâm sàng của bệnh nhân.